# Skryje (Rakovníki járás)
Skryje település Csehországban, Rakovníki járásban. Skryje Ostrovec-Lhotka, Čilá, Podmokly, Broumy, Karlova Ves és Hřebečníky településekkel határos. Lakosainak száma 154 fő (2024. január 1.).

## Népesség
A település lakosságának változását az alábbi diagram mutatja:
| Lakosok száma | 597  | 546  | 476  | 295  | 204  | 144  | 167  | 161  | 148  | 154  |
|               | 1869 | 1890 | 1921 | 1950 | 1980 | 2001 | 2017 | 2019 | 2022 | 2024 |